# Unione Terra di Mezzo
L'Unione Terra di Mezzo è un'unione di comuni nata dalla decisione di tre comuni della cintura nord della città di Reggio Emilia di integrare fra loro e gestire insieme funzioni e servizi erogati alla cittadinanza. È composta dai comuni di Bagnolo in Piano, Cadelbosco di Sopra e Castelnovo di Sotto e ha una estensione di quasi 106 km² con una popolazione di circa 29.000 abitanti. La sede legale è a Cadelbosco di Sopra, che è anche il comune più popoloso.
La zona porta questo nome perché collocata fra la città di Reggio Emilia e la Bassa reggiana. Confina a nord con l'Unione Bassa Reggiana; a sud con il capoluogo di provincia; a ovest con l'Unione Val d'Enza; a est con l'Unione Pianura Reggiana.

## Scopo
Obiettivi primari dell'Unione sono l'integrazione tra i comuni di funzioni quali Servizi sociali, gestione del personale, polizia locale, gare e appalti di fornitura di beni e servizi.

## Territorio
Il territorio dell'Unione lambisce il confine settentrionale della città di Reggio, occupando la porzione centrale della Media pianura reggiana. I tre comuni gravitano essenzialmente sul capoluogo di provincia, che si contraddistingue come un forte polo attrattivo per servizi e lavoro. Per la vicinanza a Reggio la zona è caratterizzata da insediamenti residenziali circondati da territorio agricolo, caratterizzato da seminativi, vigneti (Lambrusco) e allevamenti zootecnici intensivi.
Le principali infrastrutture, che attraversano il territorio da nord a sud, sono: la ex strada statale 63 del Valico del Cerreto; la ex strada statale 358 di Castelnovo; la strada provinciale 3 Reggio-Novellara, oggi declassata e affiancata da una variante, e la ferrovia Reggio Emilia-Guastalla. A ridosso dei centri abitati più importanti sono presenti diverse aree produttive, caratterizzate per lo più da piccole e medie imprese. La zona è caratterizzata dal paesaggio delle grandi bonifiche e comprende diverse aree protette, fra cui: parte del sito di interesse comunitario dei Fontanili di Corte Valle Re e il Parco naturalistico del Tassone.
I maggiori corsi d'acqua sono il torrente Crostolo, il cavo Cava, il canalazzo Tassone e il canale di Reggio. Ad esclusione del primo, tutti i corsi d'acqua restanti, anche quelli minori, sono gestiti dal Consorzio di Bonifica dell'Emilia Centrale.